# Barringtonia procera
Barringtonia procera là một loài thực vật có hoa trong họ Lecythidaceae. Loài này được (Miers) R.Knuth mô tả khoa học đầu tiên năm 1939.